# Sunchyme
Sunchyme is een nummer van het Britse housetrio Dario G uit 1997. Het is de eerste single van hun debuutalbum Sunmachine. Het is een house-compositie die sterk leunt op een sample uit Life in a Northern Town van The Dream Academy.
Sunchyme werd een grote danshit in Europa en Oceanië. In het Verenigd Koninkrijk haalde het de 2e positie. In de Nederlandse Top 40 haalde het de 8e positie en een Alarmschijf, en in de Vlaamse Ultratop 50 de 5e. Het werd door de TROS in een bumper gebruikt.